# Mauvezin (Hautes-Pyrénées)
Mauvezin is een gemeente in het Franse departement Hautes-Pyrénées (regio Occitanie) en telt 188 inwoners (1999). De plaats maakt deel uit van het arrondissement Bagnères-de-Bigorre.

## Geografie
De oppervlakte van Mauvezin bedraagt 10,0 km², de bevolkingsdichtheid is 18,8 inwoners per km².

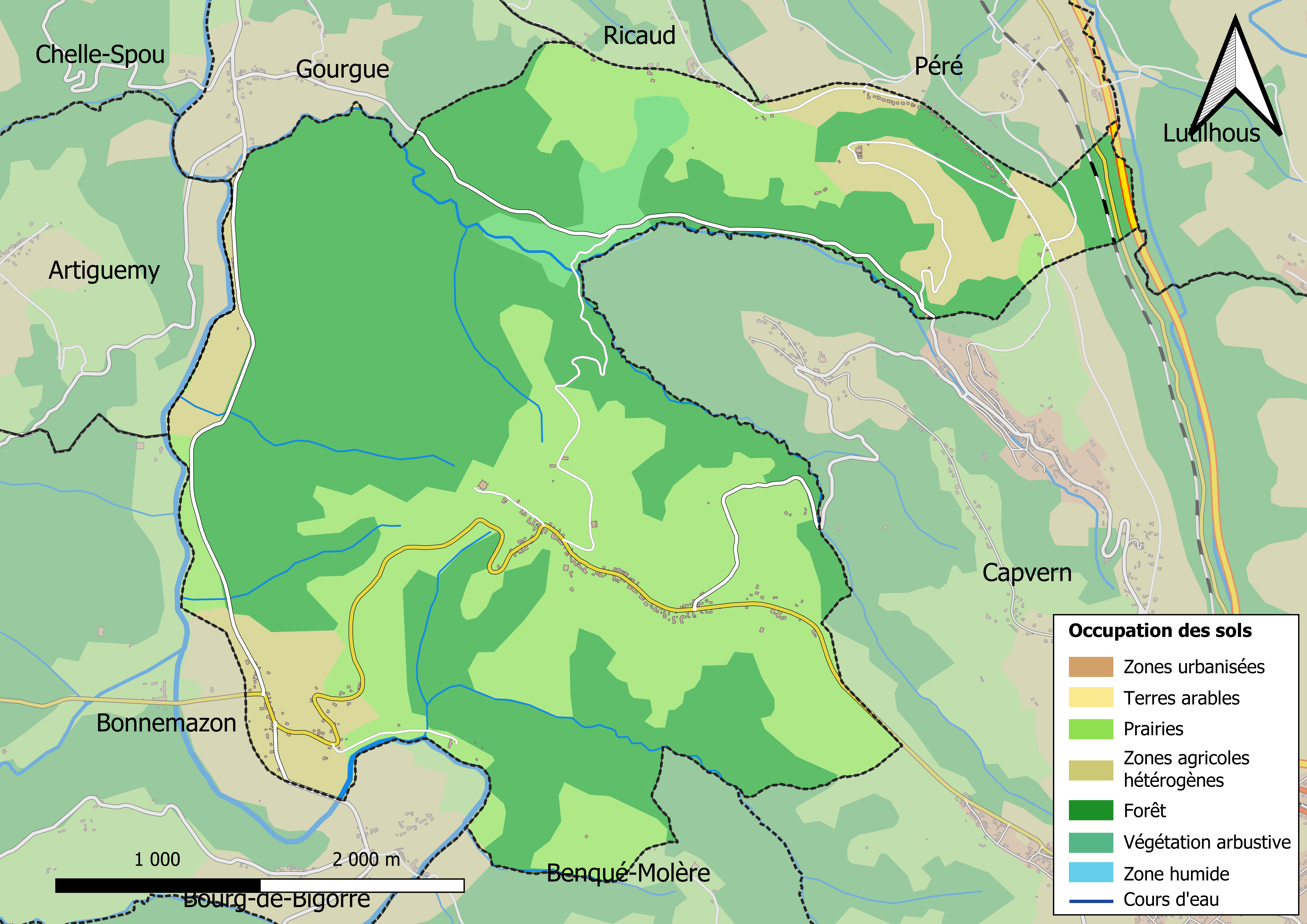
Kaart van de gemeente met belangrijkste infrastructuur, bodemgebruik en omliggende gemeenten

## Demografie
Onderstaande figuur toont het verloop van het inwonertal (bron: INSEE-tellingen).